# Luis Valera
Luis Valera y Delavat (Madrid, 1870-Fuenterrabía, 1926) fue un escritor y diplomático español.

## Biografía
Nacido en Madrid el 5 de enero de 1870, era hijo del escritor Juan Valera y ostentó el título nobiliario de marqués de Villasinda.
Entre su obra se pueden encontrar títulos como las colecciones de cuentos Visto y soñado (1903), que incluye un relato de literatura fantástica como «La esfera prodigiosa», y Del antaño quimérico (1905), además de otros trabajos con inspiración oriental y una crónica de su paso hacia 1900 por China, un país sumido en los efectos del levantamiento de los bóxers, titulada Sombras chinescas (Recuerdos de un viaje al Celeste Imperio) (1902).
Valera, que en la carrera diplomática estuvo destinado además de en China en Bruselas, Viena, Tánger, Rusia, Portugal y, más tarde, en el Vaticano, falleció en la localidad guipuzcoana de Fuenterrabía hacia el 30 de junio de 1926.

## Obras
- Sombras chinescas. Recuerdos de un viaje al Celeste Imperio (1902).[nota 1]
- Visto y soñado (1903).
- Del antaño quimérico (1905).
- Un alma de Dios (1906).
- El filósofo y la tiple (1908).
- De la muerte al amor (1909).
- El templo de los deleites clandestinos (1910), en la serie Los Contemporáneos.